# Rubus pseudoapetalus
Rubus pseudoapetalus är en rosväxtart som beskrevs av Gustafsson. Rubus pseudoapetalus ingår i släktet rubusar, och familjen rosväxter. Inga underarter finns listade i Catalogue of Life.